# شارميان ماي
شارميان ماي (بالإنجليزية: Charmian May)‏ هي ممثلة بريطانية، ولدت في 16 يونيو 1937 في Purbrook ‏ في المملكة المتحدة، وتوفيت بنفس المكان في 24 أكتوبر 2002 بسبب سرطان.

## وصلات خارجية
- شارميان ماي على موقع IMDb (الإنجليزية)
- شارميان ماي على موقع ألو سيني (الفرنسية)
- شارميان ماي على موقع قاعدة بيانات الأفلام السويدية (السويدية)
- شارميان ماي على موقع قاعدة بيانات الفيلم (الإنجليزية)
- شارميان ماي على موقع كينوبويسك (الروسية)